# Zorobabel og Frederik til det kronede Haab
Zorobabel og Frederik til det kronede Haab (tidligere Zorobabel) (i daglig tale Zorobabel og Frederik eller blot Z & F) er en forening og Danmarks ældste frimurerloge, stiftet 1744 (konstitueret 25. oktober 1745). Logen har hjemme i København og er en såkaldt Sankt Johannesloge under Den Danske Frimurerorden.
Zorobabel og Frederik er opkaldt efter Zerubbabel, som ifølge en frimurerisk legende var fyrste og "General Master-Mason of the Jews". Den danske form af navnet (Serubabel) har under tiden været anvendt i stedet for dets officielle latinske form.

## Tidlig historie
Zorobabels ældste protokol begynder 5. juni 1744, men den oplyser om, at logen allerede da havde eksisteret "en rum tid". Logen blev måske stiftet 11. november 1743, og den vil i så fald være en smule ældre end den anden samtidige københavnske frimurerloge, St. Martin. Zorobabel har dog opgivet at gøre krav på uforandret beståen fra denne periode, og den blev således "fornyet" 5. juni 1744.
Hvem der har grundlagt logen vides ikke, men fra 5. juni 1744 var hofembedsmand Georg Nielsen logens mester. Derudover var godsejer Bredo von Munthe af Morgenstierne logens skatmester. Det var vigtigt for frimurerlogerne at blive bekræftet af en konstituerende stormester – helst fra London, idet det menes, at de oprindelige loger stammer herfra. Der blev derfor udkastet en ansøgning (sandsynligvis skrevet af den lærde Henrik Hielmstierne, der var blevet optaget til frimurer i den engelske hovedstad), som blev tilsendt storlogen i London. Den 25. oktober 1745 blev ansøgningen bevilget af lord Cranstoun, men på grund af forskellige problemer fik Zorobabel den ikke i hænde før 28. august 1748. I mellemtiden havde logen i stedet sendt en ansøgning til provinsiallogen i Hamburg, som tilstod den en fuldmagt, den kunne anvende.
I tiden 1744-1765 var det logen St. Martin, der var Danmarks største loge, men dette ændredes fra 1765 i forbindelse med indførelsen af det fra Tyskland kommende frimureriske system, strikte observans. Processen med indførelsen af strikte observans blev styret af den tyske frimurer Johann Christian Schubart. Herefter blev Zorobabel kaldt Zorobabel strictæ observantiæ. Desuden oprettede Schubart en såkaldt mater-loge med navnet St. Martin zum Nordstern, som dog var en selvstændig loge.
For mange medlemmers tilfælde skete overgangen dog ikke frivilligt, og Zorobabel har tilsyneladende eksisteret i sin gamle form sideløbende med den nye Zorobabel strictæ observantiæ, men da protokollerne for logen mangler for perioden 1751-1765, vides det ikke hvor længe.
Den 9. januar 1767 besluttedes det at slå logerne St. Martin, Phønix og Zorobabel sammen til én loge med navnet Zorobabel zum Nordstern (senere fordanskedes dette til Zorobabel til Nordstjernen).